# アル・ショルタSC
アル・ショルタ・スポーツ・クラブ（英語: Al-Shorta Sports Club）は、イラクのバグダードをホームタウンとするサッカークラブ。
文語アラビア語発音はアッ＝シュルタ、口語アラビア語発音はアッ＝ショルタであり「アル・ショルタ」はアラビア語としては誤読に相当するが、日本語記事では慣用表記として「アル・ショルタ」と書かれていることが多い。

## 歴史
アル・ショルタは1932年11月14日に創設されたイラクで3番目に古いサッカークラブである。創設時のクラブ名はMontakhabアル・ショルタ。1938年、Taha Hashemi Cup優勝を果たし、クラブ史上初となるタイトルを獲得した。1939年にはアル・クウワ・アル・ジャウウィーヤカップ、オリンピッククラブ・カップで優勝した。
1962年、Montakhabアル・ショルタはAliyatアル・ショルタに改称した。1962年から1972年までの10年間にイラク・プレミアリーグの前身大会にあたるバグダードのクラブで構成されたLeague of the Institutesで6回（1962-63、1966-67、1967-68、1968-69、1969-70、1971-72）の優勝を果たした。1971年、アジアクラブ選手権1971で決勝に進出したが、政治的な理由からイスラエルのマッカビ・テルアビブFCとの対戦を拒否した。
1974年、Aliyatアル・ショルタは2つの警察のサッカークラブと合併し、アル・ショルタ・スポーツクラブが創設された。1980年、1974年にLeague of the Institutesがイラク・プレミアリーグに変更されてからは初となるリーグ優勝を果たした。1982年、第1回目のアラブ・クラブ・チャンピオンズカップ決勝でネジメSCに2戦合計4-2で勝利し、初優勝を果たした。1983年、President's Gold Cupで優勝した後、クラブ名はQuwat Al Emen Al Dakhiliに改称されたが、1984年に再びアル・ショルタに戻された。
アル・ショルタはイラクFAカップ決勝に5回進出したが、すべて優勝を逃した。1977-78シーズンと1996-97シーズンはアル・クウワ・アル・ジャウウィーヤ・クラブ、1995-96シーズンはアル・ザウラーSC、2001-02シーズンと2002-03シーズンはアル・タラバに敗れた。

## クラブ名の変更
- 1932-1962 Montakhabアル・ショルタ
- 1962-1974 Aliyatアル・ショルタ
- 1974-1983 アル・ショルタSC
- 1983-1984 Quwat Al Emen Al Dakhili
- 1984-現在 アル・ショルタSC

## タイトル

### 国内
- イラク・プレミアリーグ：8回
  - 1979-80, 1997-98, 2012-13, 2013-14, 2018-19, 2021-22, 2022-23, 2023-24

### 国際
- アジアクラブ選手権 準優勝：1回
  - 1971

## 過去の成績

### AFC主催大会成績
- AFCチャンピオンズリーグ
  - 1971 準優勝
  - 1999-2000 準々決勝
  - 2004 グループステージ
  - 2005 グループステージ
  - 2014 予選1回戦
- AFCカップ
  - 2014 グループステージ
  - 2015 ラウンド16
- アジアカップウィナーズカップ
  - 1997-98 準々決勝

| 年度      | 大会                         | ラウンド   | 対戦クラブ                       | ホーム | アウェー | 合計    |
| --------- | ---------------------------- | ---------- | -------------------------------- | ------ | -------- | ------- |
| 1971      | アジアクラブ選手権           | グループB  | マッカビ・テルアビブ             | w/o1   | w/o1     | 2位通過 |
| 1971      | アジアクラブ選手権           | グループB  | バンコク・バンク                 | 2-0    | 2-0      | 2位通過 |
| 1971      | アジアクラブ選手権           | グループB  | FCパンジャーブ・ポリス           | 6-1    | 6-1      | 2位通過 |
| 1971      | アジアクラブ選手権           | 準決勝     | エステグラル                     | 2-0    | 2-0      | 2-0     |
| 1971      | アジアクラブ選手権           | 決勝       | マッカビ・テルアビブ             | w/o1   | w/o1     |         |
| 1997-98   | アジアカップウィナーズカップ | 1回戦      | アル・シーブ・クラブ             | 2-0    | 2-3      | 4-3     |
| 1997-98   | アジアカップウィナーズカップ | 2回戦      | バルグ・シーラーズ               | 2-1    | 1-1      | 3-2     |
| 1997-98   | アジアカップウィナーズカップ | 準々決勝   | コペトダグ・アシガバート         | 1-1    | 0-4      | 1-5     |
| 1999-2000 | アジアクラブ選手権           | 2回戦      | アル・ワフダ・サナア             | 5-0    | 0-0      | 5-0     |
| 1999-2000 | アジアクラブ選手権           | 準々決勝   | ペルセポリス                     | 0-0    | 0-0      | 3位敗退 |
| 1999-2000 | アジアクラブ選手権           | 準々決勝   | アル・ヒラル                     | 0-1    | 0-1      | 3位敗退 |
| 1999-2000 | アジアクラブ選手権           | 準々決勝   | イルティシュ・パヴロダル         | 3-2    | 3-2      | 3位敗退 |
| 2004      | AFCチャンピオンズリーグ      | グループC  | アル・シャールジャ               | 2-3    | 0-2      | 3位敗退 |
| 2004      | AFCチャンピオンズリーグ      | グループC  | アル・ヒラル                     | 1-2    | 0-2      | 3位敗退 |
| 2004      | AFCチャンピオンズリーグ      | グループC  | アル・アハリ・マナーマ2          |        |          | 3位敗退 |
| 2005      | AFCチャンピオンズリーグ      | グループA  | アル・サールミーヤSC             | 0-1    | 1-3      | 4位敗退 |
| 2005      | AFCチャンピオンズリーグ      | グループA  | PASテヘランFC                    | 1-1    | 0-1      | 4位敗退 |
| 2005      | AFCチャンピオンズリーグ      | グループA  | アル・ラーヤン                   | 0-0    | 0-2      | 4位敗退 |
| 2014      | AFCチャンピオンズリーグ      | 予選1回戦  | アル・クウェート                 |        | 0-1      | 0-1     |
| 2014      | AFCカップ                    | グループC  | アル・カーディシーヤ・クウェート | 0-0    | 0-3      | 3位敗退 |
| 2014      | AFCカップ                    | グループC  | アル・ワフダ・ダマスカス         | 0-0    | 3-1      | 3位敗退 |
| 2014      | AFCカップ                    | グループC  | アル・ヒッド                     | 0-0    | 0-0      | 3位敗退 |
| 2015      | AFCカップ                    | グループB  | アル・ヒッド                     | 2-2    | 1-1      | 1位通過 |
| 2015      | AFCカップ                    | グループB  | アル・ジャジーラ・アンマン       | 4-0    | 1-1      | 1位通過 |
| 2015      | AFCカップ                    | グループB  | タルジー・ワーディ・アル・ニース | 6-2    | 0-1      | 1位通過 |
| 2015      | AFCカップ                    | ラウンド16 | アル・クウェート                 | 0-2    |          | 0-2     |

1 アル・ショルタはマッカビ・テルアビブ戦を棄権した。

2 アル・アハリ・マナーマが棄権したため、3チームで争われた。

### UAFA主催大会成績
- アラブ・クラブ・チャンピオンズカップ
  - 1982 優勝
  - 2003 グループステージ

| 年度  | 大会                                               | ラウンド  | 対戦クラブ                   | ホーム | アウェー | 合計    |
| ----- | -------------------------------------------------- | --------- | ---------------------------- | ------ | -------- | ------- |
| 19821 | アラブ・クラブ・チャンピオンズカップ               | 決勝      | ネジメSC                     | 2-0    | 2-2      | 4-2     |
| 2003  | プリンス・ファイサル・ビン＝ファハド・トーナメント | グループB | アル・クウェートSC           | 2-2    | 2-2      | 5位敗退 |
| 2003  | プリンス・ファイサル・ビン＝ファハド・トーナメント | グループB | アル・ジャイシュ・ダマスカス | 2-4    | 2-4      | 5位敗退 |
| 2003  | プリンス・ファイサル・ビン＝ファハド・トーナメント | グループB | USMアルジェ                  | 1-1    | 1-1      | 5位敗退 |
| 2003  | プリンス・ファイサル・ビン＝ファハド・トーナメント | グループB | アル・ザマレク               | 1-2    | 1-2      | 5位敗退 |

1 アル・ショルタ、アル・ネジメ、アル・アハリ・ジッダの3チームが参加した。準決勝でアル・アハリとアル・ネジメが対戦し、勝利したアル・ネジメが決勝に進出した（アル・ショルタは自動的に決勝進出）。

## 歴代所属選手
- アムジャド・カラフ 2007-
- マフディー・カーミル 2011-
- ナシャト・アクラム 2000-2003, 2013-2014, 2014-
- アラー・アブドゥッザフラ 2014-2015
- マルワーン・フセイン 2014-2015

## 歴代監督
- アーメド・ラディ 1999-2001